# Choc (bande dessinée)
Choc est une série de bande dessinée d'aventure policière belge créée par le dessinateur-coloriste Éric Maltaite et le scénariste Stéphan Colman, publiée à partir du 20 novembre 2013 dans Spirou no 3945 et éditée en album depuis 2014. Il s'agit du spin-off de la série Tif et Tondu de l'auteur Fernand Dineur, dont le personnage M. Choc est créé par Rosy et Will — père d'Éric Maltaite — en 1953
Le premier tome a obtenu le prix Polar du meilleur album BD « One shot » au Festival Polar de Cognac 2014, ainsi que le prix Saint-Michel du meilleur scénario, le prix du meilleur album étranger au Stripschappenning 2014 et le prix des lycéens au Festival d'Angoulême 2015.

## Description

### Synopsis
Nous découvrons au cours de ces trois tomes les origines de M.Choc, maitre du crime et adversaire de Tif et Tondu. Nous suivons donc l'histoire d'Eden Cole, un jeune garçon au service d'un lord anglais nommé Lord Essex,  qui est envoyé en prison après un piège tendu par le fils de ce dernier. Cependant Eden Cole parvient à s'évader et intègre le gang d'un certain « Monsieur », avec lequel il apprend à voler. Cet événement marque le début d'une vie de criminel pour Eden qui deviendra plus tard M. Choc.

### Personnages
Eden Cole alias M.ChocNé d'un violeur, brave fils de Jeanne et Eden senior. Henry, fils de Lord Essex, fait croire à Eden que Lord Essex lui offre un globe en lapis-lazuli et qu'il ferait bien de le vendre à un antiquaire pour de l'argent. Cependant, il est accusé de vol et est arrêté par la police qui l'envoie en prison. Il intègrera un gang de pickpocket londoniens tout en préparant sa vengeance contre Henry.
Adulte, il est chef d'un gang qui se nomme « La main blanche », nul ne connaît plus son visage car il apparaît habillé d'un spencer et nœud papillon, couvert d'un heaume d'armure, ou d'un masque, à travers lequel il fume avec un porte-cigarette.
DawsonInspecteur, il est chargé de capturer M.Choc.
Jeanne ColeMère d'Eden junior, française, elle s'installe en Angleterre rejoignant son amour Eden rencontré en pleine guerre. Elle est pâtissière au manoir de Knightgrave avant d'être mortellement blessée par un gardien du manoir en voulant prendre la défense de son fils.
Eden Cole, séniorBritannique, le père "adoptif" d'Eden, traumatisé par la Première Guerre mondiale est devenu alcoolique, il est tué par un policier lors d'une manifestation.
HenryFils de lord Essex du manoir de Knightgrave et soi-disant ami d'Eden dont il est terriblement jaloux, il envoie Eden en prison pour vol.
Lord EssexPatron du manoir de Knightgrave, il se lie d'amitié avec Eden junior dont la mère est à ses services en tant que pâtissière.
TexasLe bras droit de M. Choc.

## Analyse
Le dessinateur Willy Maltaite et le scénariste Maurice Rosy créent, en 1953, le personnage énigmatique de Monsieur Choc qui apparaît pour la première fois dans Tif et Tondu contre la main blanche sur les pages du journal de Spirou en 1955.

## Postérité

### Accueil critique
Berthold de Sceneario rassure que « cette première partie de Choc est une excellente surprise qu'[il] vous invite à découvrir sans hésiter et à ranger tout à côté de la série Tif et Tondu ! ».
Pour Benoît Cassel du PlanèteBD, c'est un « pari réussi ! Les auteurs utilisent ici le levier d’un retour nostalgique de Choc sur ses origines. S’entremêlent alors différents flashbacks, mélangés en fonction des éléments qui ont eu du sens dans sa vie. Et l’incroyable se produit : petit à petit, au fil des quatre-vingt-six planches de cette première partie, se dessine une logique à sa haine ». 
Pierre Burssens d'Auracan « croyait Choc rangé au rayon des classiques, on mesure qu'il est toujours actuel. On ne s'avancera pas à dire qu'il n'a pas pris une ride, mais son heaume, lui, n'a pas pris un point de rouille. Les Fantômes de Knightgrave ont tout pour hanter la liste des indispensables ! ».

## Publications

### Revue
La première partie des Fantômes de Knightgrave du premier tome apparaît dans Spirou au no 3945 du 20 novembre 2013 jusqu'au no 4001-4 002 du 17 décembre 2014. La seconde débute enfin dans le no 4055 du 30 décembre 2015.

### Albums
- 1 Les Fantômes de Knightgrave, première partie, Dupuis, Grand Public, 2014
Scénario : Stéphan Colman - Dessin : Éric Maltaite - Couleurs : Lady C et Éric Maltaite - (ISBN 978-2-8001-5757-3)
- 2 Les Fantômes de Knightgrave, seconde partie, Dupuis, Grand Public, 2016
Scénario : Stéphan Colman - Dessin : Éric Maltaite - Couleurs : Lady C, Cerise et Éric Maltaite - (ISBN 978-2-8001-6150-1)
- 3 Les Fantômes de Knightgrave, troisième partie, Dupuis, Grand Public, 2019
Scénario : Stéphan Colman - Dessin : Éric Maltaite - (ISBN 978-2-8001-6806-7)

## Distinctions

### Récompenses
- Festival Polar de Cognac 2014 : prix Polar du meilleur album BD « One shot »[2] pour Les Fantômes de Knightgrave, première partie
- Prix Saint-Michel 2014[3] : prix du meilleur scénario pour Les Fantômes de Knightgrave, première partie
- Stripschappenning 2014[3] : prix du meilleur album étranger pour Les Fantômes de Knightgrave, première partie
- Festival d'Angoulême 2015[3] : prix des lycéens pour Les Fantômes de Knightgrave, première partie